# Mohammed Abdullah

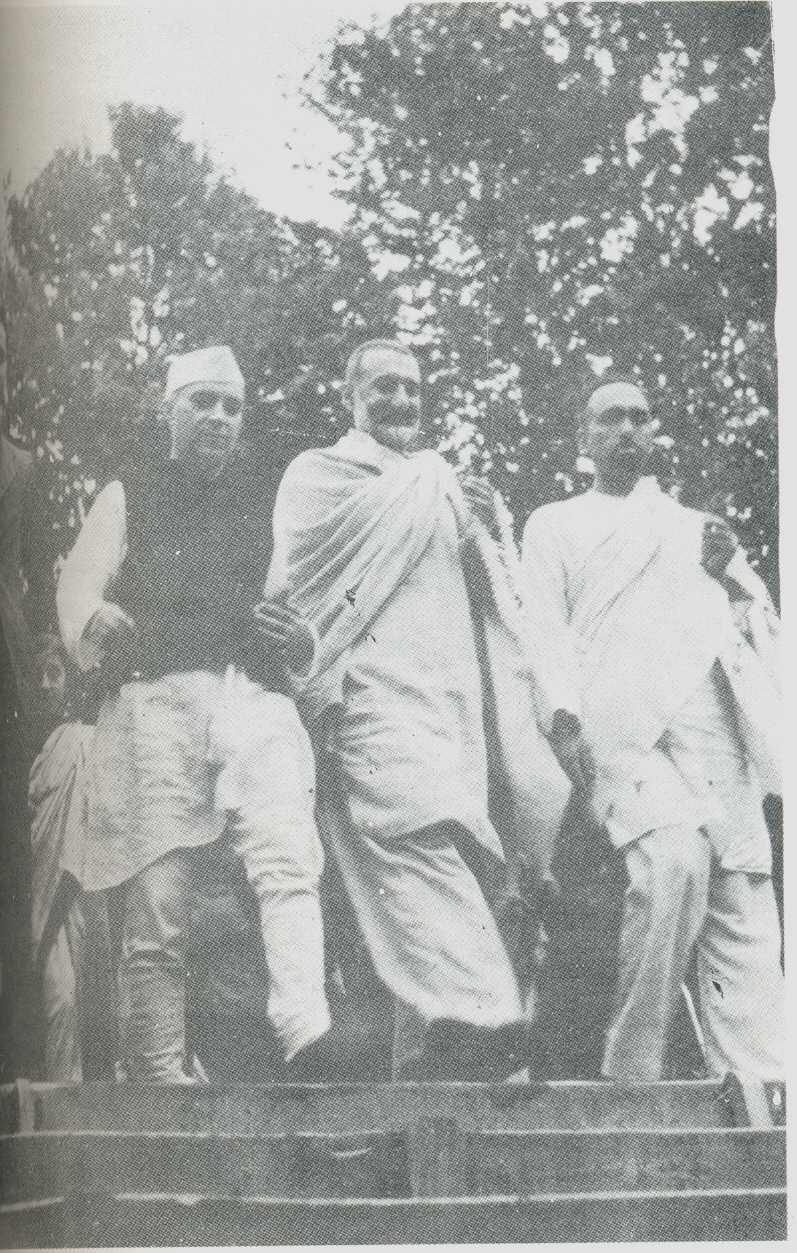
Mohammed Abdullah (rechts) zusammen mit Jawaharlal Nehru (links) und Badshah Khan (1945)

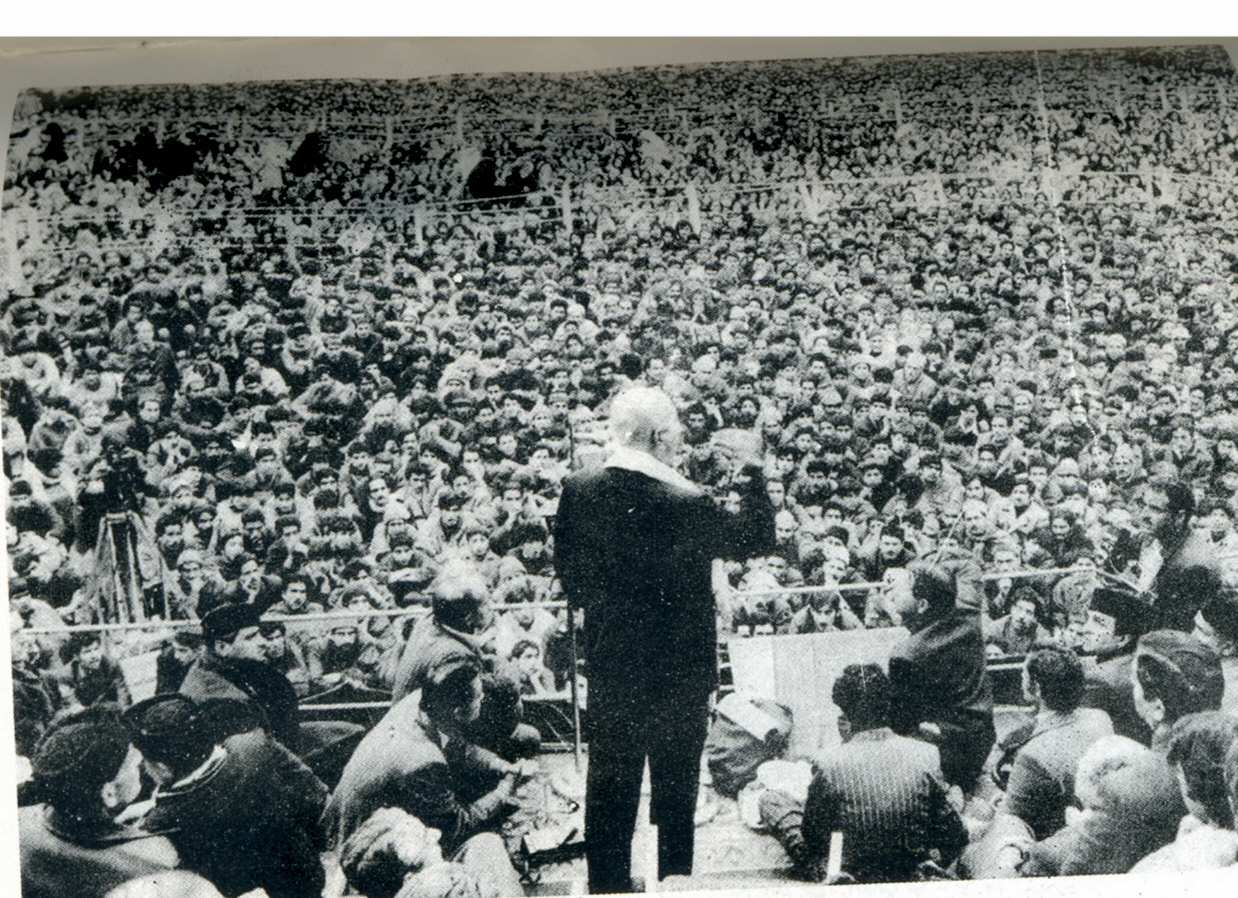
Scheich Abdullah bei einer Rede in Srinagar 1975

Scheich Mohammed Abdullah (* 5. Dezember 1905 in Sura bei Srinagar; † 8. September 1982 in Srinagar) war ein indischer muslimischer Politiker aus Kaschmir und Regierungschef des Bundesstaates Jammu und Kashmir.
Der als Sohn eines Schalwebers 1905 in relativ armen Verhältnissen geborene Abdullah studierte nach dem Abschluss seiner Schulausbildung zunächst in Lahore und erwarb 1930 den Grad eines Master of Science (M.Sc.) in Chemie von der Aligarh Muslim University.
Abdullah trat bereits in den 1920er Jahren für soziale Reformen ein. Der später als „Sher-i Kashmir“ – („Löwe von Kaschmir“) gepriesene Muslim gründete sehr früh die All Jammu and Kashmir Muslim Conference, die alle muslimischen wie nichtmuslimischen Kaschmirer vereinen sollte. Allerdings erzielte sie nie die von ihrem Gründer beabsichtigte Wirkung, da die religiös traditionellen Muslime schon bald den Bund verließen und ihrerseits das All India Kashmir Committee begründeten.
Diese Lostrennung der Fundamentalisten begünstigte jedoch schon in den 1930er Jahren die Annäherung an Jawaharlal Nehru, den Führer des Indischen Nationalkongresses (INC), den Abdullah zuvor wie auch den britischen Kolonialprätendenten, Lord Mountbatten, stets angegriffen hatte. Allerdings versprach der Scheich seinen Anhängern die Loslösung von der Dogra-Hindu-Herrschaft sowie Freiheit, Demokratie und soziale Reformen, während Nehru primär ein freies, geeintes und unabhängiges Indien im Visier hatte. Meinte Nehru 1935 noch, der Indische Nationalkongress erkenne als gültig an, „dass die Völker der indischen Fürstenstaaten nicht weniger Recht auf Swaraj (Unabhängigkeit) haben als die Menschen von Britisch-Indien,“ so betonte er bereits vier Jahre später, ein souveränes Kaschmir komme für ihn nicht in Frage, da Indien seine Freiheit durch Einheit erreichen müsse.

Heutige Regionen und Gebietsansprüche in Kaschmir:

Im folgenden Jahrzehnt blieb zunächst sowohl der harte Bruch zwischen den pragmatischen Partnern als auch die Klärung der Kaschmir-Frage aus, sodass Abdullah von 1947 bis 1953 als Regierungschef Kaschmirs fungierte. Da er sich jedoch gegen die völlige Angliederung an Indien widersetzte, schickte man ihn zunächst in Verbannung, um ihn dann bis zum 8. April 1964 für zehn Jahre zu inhaftieren. Nach einer Unterbrechung kam er erneut bis zum Januar 1968 in Haft, um danach wieder ins Exil geschickt zu werden.
1972 wurde ihm die Rückkehr in die Heimat gestattet. Offiziell war er von allem politischen Einfluss ausgeschaltet. Hinter den Kulissen wirkte Abdullah jedoch aktiv am politischen Geschehen mit. So blieb die auch nach dem Treffen zwischen Zulifikar Ali Khan Bhutto und Indira Gandhi weiterhin ungeklärte Kaschmir-Frage in seinem Einflussbereich. Als Entgegenkommen ließ Abdullah im Februar 1975 seine Forderung nach einer Volksabstimmung über die Zukunft des Kaschmir fallen, um sich mit der indischen Zentralregierung zu einigen.
Am 25. Februar 1975 wurde der „Löwe von Kaschmir“ zum Chief Minister des indischen Bundesstaates Jammu und Kashmir ernannt. Im Alter von 76 Jahren starb er am 8. September 1982 in Srinagar.